# Pfarrkirche St. Wolfgang bei Weitra

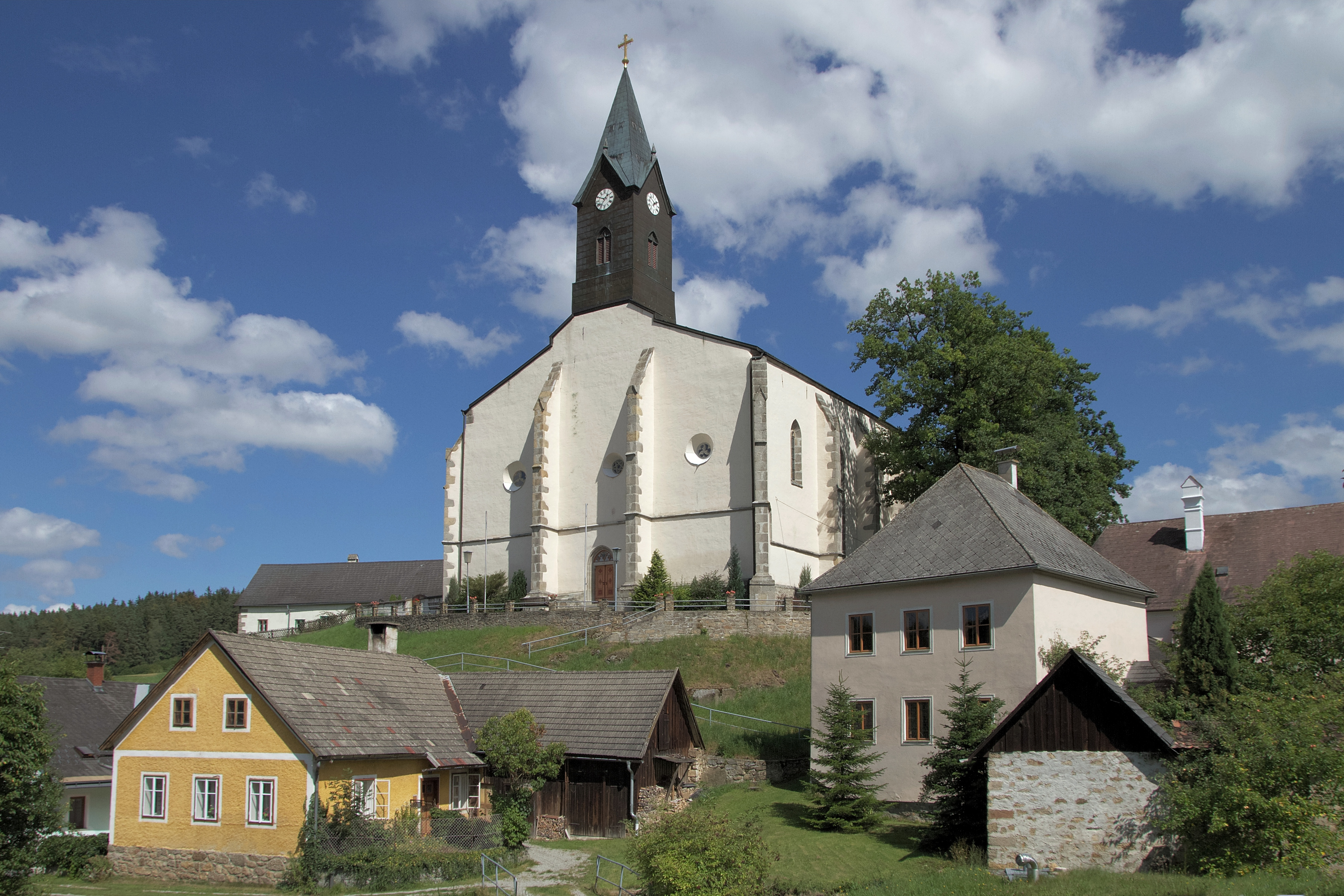
Pfarrkirche hl. Wolfgang in St. Wolfgang bei Weitra

Die römisch-katholische Pfarrkirche St. Wolfgang bei Weitra steht im Ort St. Wolfgang bei Weitra in der Stadtgemeinde Weitra in Niederösterreich. Die Pfarrkirche hl. Wolfgang als Patronatskirche vom Stift Zwettl gehört zum Dekanat Gmünd in der Diözese St. Pölten. Die Kirche steht unter Denkmalschutz.

## Geschichte
Im Anfang des 15. Jahrhunderts wurde eine Kirche von Thomas Schaller von Purkendorf, Burgherr zu Weitra, und seinem Bruder Johannes gestiftet. Am 6. November 1407 wurde der Chor geweiht. 1408 bestätigte Bischof Georg von Hohenlohe vom Bistum Passau die Kirche als Filialkirche der Pfarrkirche Großschönau. Die Wallfahrtskirche erhielt 1447 ein Pilgerhaus, gestiftet von der Bruderschaft Mariä Himmelfahrt. Christoph von Prag, protestantischer Schlossherr von Engelstein, schloss die Kirche um 1570/1580, ließ Teile der Ausstattung entfernen, und bestellte 1583 einen evangelischen Prädikanten. 1617 wurde die Kirche wieder katholisch, die Wallfahrt wurde nicht neu begründet. Die Kirche wurde 1765 mit Abt Rainer Kollmann zur Pfarrkirche erhoben und dem Stift Zwettl inkorporiert. 1877 war ein Brand. 1975 wurde wieder ein monatlicher Wallfahrtstag eingerichtet. 1979 war eine Restaurierung.

## Architektur

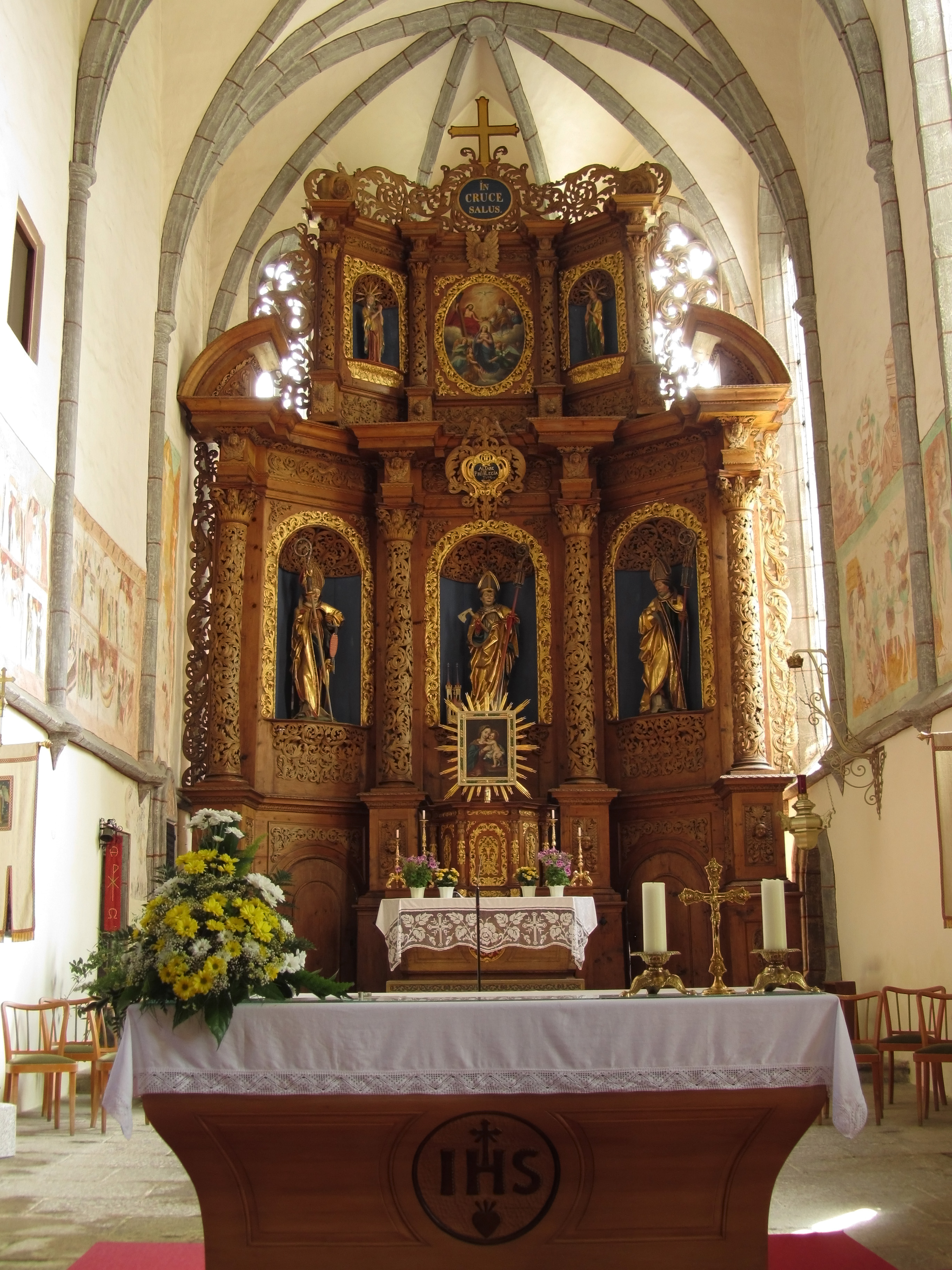
Hochaltar im Chorschluss aus 1692/1694 mit spätgotischen Schnitzfiguren der Heiligen Erasmus, Wolfgang und Nikolaus (um 1490), an den Chorseitenwänden ist die gotische Wandmalerei erkennbar

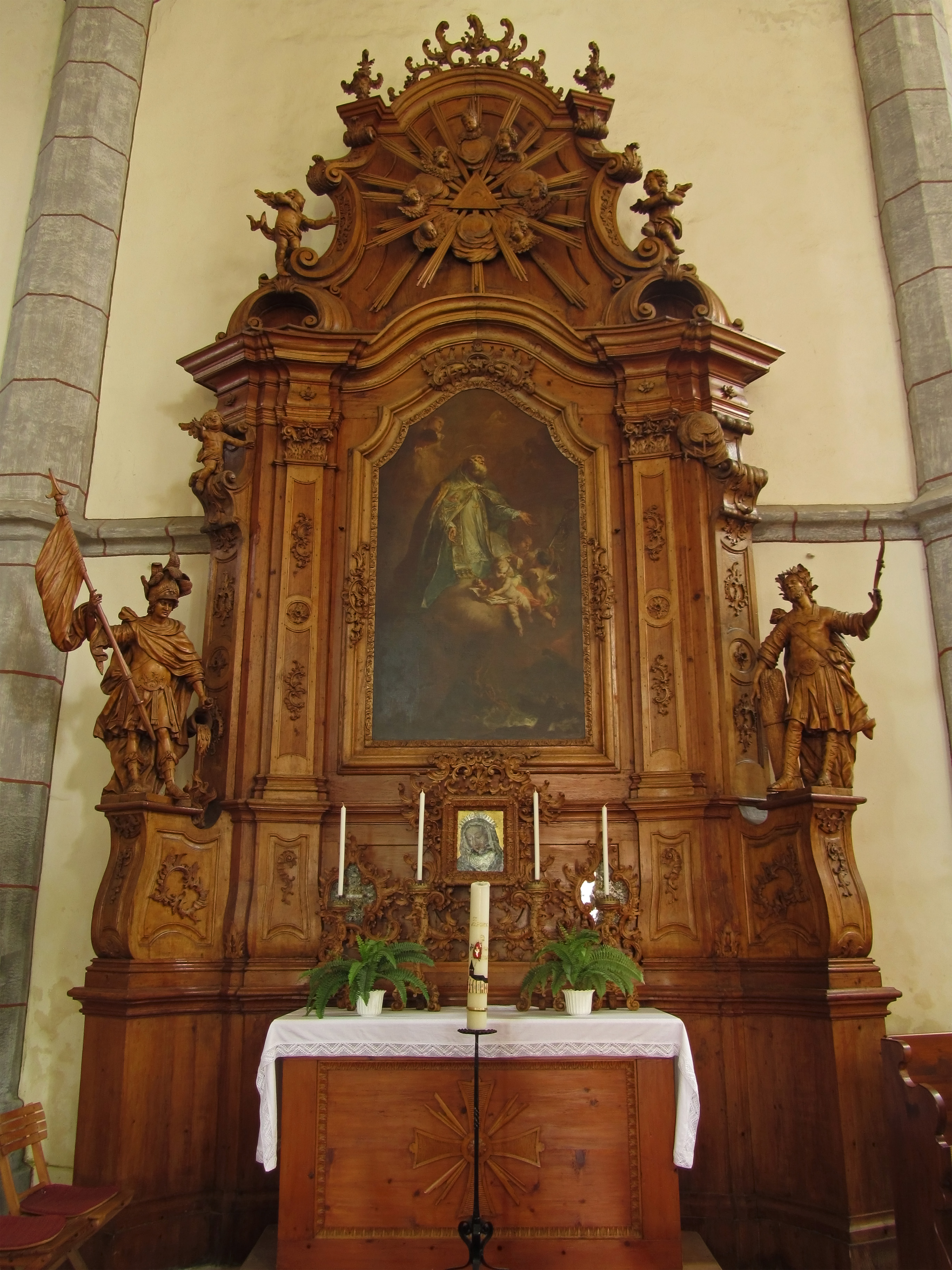
Holzaltar an der Nordwand aus 1760/1770 mit dem Altarblatt Glorie des hl. Nikolaus von Martin Johann Schmidt (1768) und den Seitenfiguren Florian und Donatus

Die Kirche steht dominierend auf einer Geländestufe in Osten über dem Ort. Im Norden der Kirche schließt ein Friedhof an. Die breitgelagerte dreischiffige spätgotische Hallenkirche mit einem langen Chor steht auf einem hohen profilierten Sockel als Geländeausgleich. Das Äußere zeigt sich mit altem Putz. Das Langhaus wurde bei den Seitenschiffen polygonal gerundet geschlossen und hat im Westen und Süden mehrfach profilierte Spitzbogenportale, wobei das südliche  Portal ein Schulterbogentor einfasst. Die schlichte Westfassade hat drei runde Maßwerkfenster. Der Dachreiter mit einem Giebelspitzhelm entstand nach dem Brand von 1877. Der dreijochige – auf die Mittelschiffbreite eingezogene – Chor mit einem Fünfachtelschluss hat in den südlichen Strebepfeilern Rechtecknischen teils in gekehlten Spitzbogenrahmungen. Die nördlich an Chor angebaute zweigeschoßige Sakristei ist aus der Bauzeit. Die Strebepfeiler der Kirche sind durch ein umlaufendes Kaffgesims und Gesimsstücke dreigeteilt. Die Fenster der Kirche sind zwei- und dreibahnige Maßwerkfenster.
Der dreischiffige vierjochige Hallenbau des Langhauses hat Schiffe in gleicher Breite, wobei die östlichen Joche dreistufig vorchorartig erhöht sind und die Seitenschiffe zum Osten hin mit einem unvollständigen Fünfachtelschluss schließen und zum Mittelschiff und zum eingezogenen Triumphbogen überleiten. Das Langhaus hat Kreuzrippengewölbe mit runden Schlusssteinen über Achtseitpfeilern, welche das Kaffgesims durchstoßen. Das Gewölbe ruht in den Seitenschiffen auf polygonalen Wandvorlagen bzw. auf Runddiensten. Die spätgotische Orgelempore ist kreuzrippenunterwölbt und hat nach einer Planänderung zwei Brüstungserker auf selbständigen Achtseitstützen mit der Angabe 1764 LF. Der Triumphbogen hat die Höhe des Chors. Der Chor hat ein Kreuzrippengewölbe mit Wappenschlusssteinen über bis zum Kaffgesims reichenden Runddiensten mit Spulenkapitellen. Die graue Färbelung der Architekturgliederung wurde erneuert. Im Chor ist eine rechteckige Sakramentsnische in einer profilierten Spitzbogenrahmung mit einer  Schmiedeeisentüre aus dem 15. Jahrhundert und eine flachbogige geschlossene und profilierte Sitznische. Nordseitig im Chor ist ein Portal zur zweigeschoßigen zweijochigen kreuzrippengewölbten Sakristei und dem obigen Oratorium. Die Kirche hat einen Granitplattenboden, im Langhaus teils mit einem alten Estrich abgedeckt.
Die 1979 freigelegte Wandmalerei im Chor zeigt nordseitig die Anbetung der Könige in einer marmorierten Rahmung aus dem zweiten Drittel des 16. Jahrhunderts und zeigt 14 Szenen aus dem Leben des hl. Wolfgang, zwei Stifterwappen (um 1430) und seitlich der Sakramentennische Engel und den hl. Wolfgang in einem gemalten Sakramentenhäuschen sitzend aus dem 15. Jahrhundert. Südlich zeigt die Wandmalerei die Verabschiedung der Könige durch Herodes, deren Ankunft vor Maria und Jesus (um 1430) und den hl. Wolfgang. Die Glasmalerei im Chor wurde in das Stift Zwettl verbracht und ist in Resten noch im Maßwerk vorhanden.

## Ausstattung
Der 1692/1694 vom Tischler Balthasar Threyer gebaute Hochaltar – den Chorschluss ausfüllend – ist ein dreiachsiger gebrochener reich akanthusüberzogener ungefasster Holzaufbau und trägt spätgotische Schnitzfiguren der Heiligen Erasmus, Wolfgang und Nikolaus (um 1490). Der Auszug zeigt das barocke Bild Marienkrönung flankiert von den Schnitzfiguren Maria und des Evangelisten Johannes (um 1490) in einer barocken Überarbeitung und ein Vorsatzbild Maria mit Kind (um 1770/1780). Die zwei Seitenaltäre im Rokoko-Stil mit Engelsfiguren von 1767 zeigen links das Altarbild Gekreuzigter aus dem 17. Jahrhundert und rechts das Altarbild Tod des hl. Josef vom Maler Martin Johann Schmidt (1766). An der Nordwand steht der Hochaltar aus 1760/1770 mit dem Altarblatt Glorie des hl. Nikolaus von Martin Johann Schmidt (1768) und trägt die Figuren Florian und Donatus, ein Vorsatzbild und Reliquientafeln. Der Bernhardsaltar in der Sakristei, eine Arbeit von Balthasar Threyer (1692), zeigt das Altarbild hl. Bernhard, den Schmerzensmann küssend. Die klassizistische Kanzel ist aus 1785.
Ein Kruzifix entstand um 1500. Der achtseitige Taufstein aus Rotmarmor zeigt ein Wappenschild über dem Kapitell auf einem tordierten Schaft und die Jahresangabe 1514. Das Weihwasserbecken aus Granit und der abgefaste Opferstock sind gotisch.
Das Orgelpositiv mit der Figur Salvator schuf Ignaz Gatto der Ältere (1765).